# Rudolph Moshammer

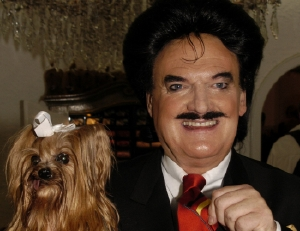
Rudolph Moshammer mit Hund Daisy, 2004

Rudolph Hans Albert Moshammer (* 27. September 1940 in München; † 14. Januar 2005 in Grünwald, Landkreis München) war ein deutscher Modedesigner, Autor und Inhaber einer Boutique auf der Münchner Maximilianstraße.
Durch sein exzentrisches Auftreten in der Öffentlichkeit – bis 1993 an der Seite seiner Mutter – wurde Moshammer ab den 1980er Jahren bundesweit bekannt. Zu seinen Markenzeichen gehörten unter anderem eine extravagante Perücke und ein Yorkshire Terrier namens „Daisy“. Moshammers Ermordung in Grünwald sowie seine Beerdigung im Jahr 2005 zogen ein großes Medienecho nach sich.

## Leben
Moshammers Vater Richard Moshammer war Münchner Direktor der Württembergischen Feuerversicherung. In der Zeit des Wirtschaftswunders war die Familie zunächst finanziell sehr gut gestellt und bewohnte eine repräsentative Firmenwohnung in der Widenmayerstraße im Stadtteil Lehel. 1956 aber musste der Vater die Stelle wechseln und wurde schließlich arbeitslos, was er vor der Familie zu verheimlichen versuchte. In der Folge wurde er alkoholabhängig. Zeitweise war die Familie nicht in der Lage, die Miete für ihre Wohnung (Leopoldstraße 20) zu bezahlen und lebte in Angst vor der Obdachlosigkeit. Aus Furcht vor dem alkoholisierten Vater, der nach späterer Aussage des Sohnes mit der „Auslöschung“ der Familie drohte, zog Moshammer mit seiner Mutter Else (* 21. Januar 1908; † 10. August 1993) in eine eigene Wohnung in der Schwabinger Agnesstraße. Der Vater wurde obdachlos und starb einige Jahre später.
Moshammer besuchte die Volksschule an der Herrnstraße und absolvierte im Anschluss eine Ausbildung an der Münchner Sabel-Handelsschule zum Kaufmann im Einzelhandel mit Lehrzeit in der Münchner Stoffgroßhandlung Ernst & Knecht. In der Presse wird ein Praktikum bei Christian Dior in Paris erwähnt. In den 1960er Jahren arbeitete Moshammer als Verkäufer im Modeeinzelhandel. Eine Schneiderlehre hat er nie absolviert. Laut dem Biografen Torsten Fricke erhielt Moshammer finanzielle Unterstützung durch den Münchner Immobilienhändler Walter Käßmeyer (1929–2014), seine Klassenkameradin Angela Opel sowie den Krupp-Erben Arndt von Bohlen und Halbach (1938–1986). Moshammer eröffnete 1968 die Boutique „Carnaval de Venise“ auf der Münchner Maximilianstraße 14, an der Käßmeyer zu 50 Prozent beteiligt war und für deren Einweihung Moshammer Gerd Käfer verpflichtete. Moshammer machte sich mit seinem Geschäft schnell einen Namen in der Modeszene und war bis in die frühen 1990er Jahre wirtschaftlich erfolgreich. Das Modegeschäft führte Moshammer zunächst mit seiner Mutter, mit der ihn bis zu ihrem Tod 1993 ein enges Verhältnis verband. Zusammen mit ihr, die sich durch violett gefärbte Haare auszeichnete, trat Moshammer bei öffentlichen Anlässen in München auf. Für sie ließ er 1993 nach eigenen Entwürfen ein Mausoleum auf dem Münchner Ostfriedhof umbauen.
Mit Prêt-à-porter-Mode, die laut Kritikern nicht von Moshammer selbst entworfen, sondern zugekauft worden war, gelang es ihm zeitweilig, eine teils internationale und zahlungskräftige Kundschaft zu gewinnen. Als Kunden wurden unter anderen Arnold Schwarzenegger, Carl XVI. Gustaf von Schweden, Friedrich Karl Flick, Thomas Gottschalk, Siegfried & Roy, Roberto Blanco und José Carreras genannt. In späteren Jahren machte der Verkauf von Krawatten einen Großteil des Geschäfts aus. 1996 lancierte Moshammer eine Taschen- und Accessoirekollektion, die von einem Bielefelder Lederwarenhersteller produziert wurde.
Die Boutique auf der Maximilianstraße wurde wenige Tage nach Moshammers Tod geschlossen und beherbergt seit Dezember 2005 ein Ladengeschäft des Schweizer Uhrenherstellers Blancpain. Neben seinen modischen Aktivitäten war Moshammer ab 1983 Eigentümer des ältesten Restaurants Münchens, des Gasthauses zur Hundskugel im altstädtischen Hackenviertel.

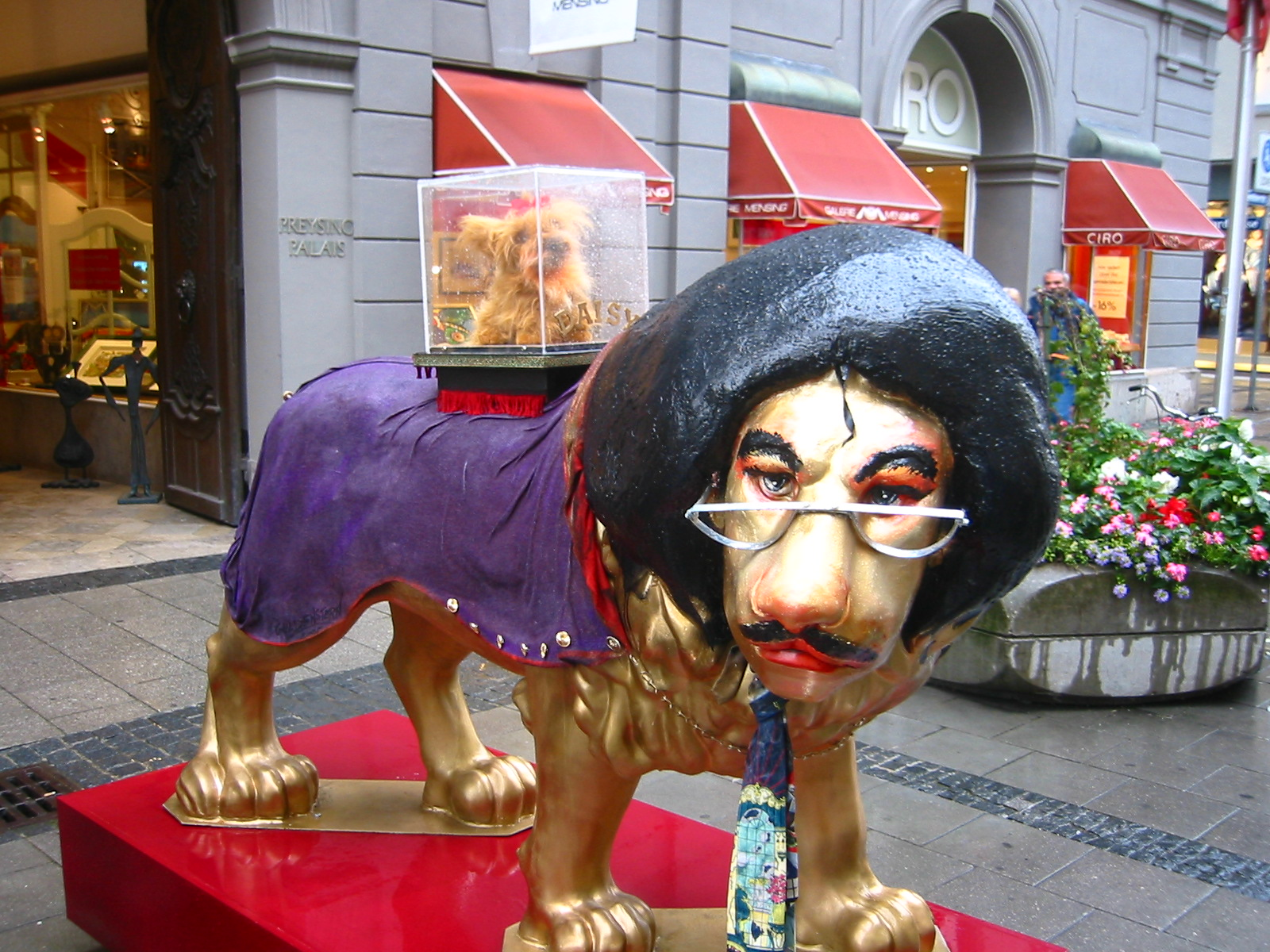
Als allgegenwärtige Münchner Kultfigur beeinflusste Rudolph Moshammer zuweilen skurril das Stadtbild.

Moshammer war in München für sein soziales Engagement bekannt. So gründete er im Sommer 2000 die Stiftung Licht für Obdachlose, die nach seinem Tod in Rudolph Moshammer Verein Licht für Obdachlose e. V. umbenannt wurde und seither von einem Rechtsanwalt geleitet wird. Mitte 2025 wurde bekannt, dass der Verein aufgelöst und das restliche Vermögen auf zwei andere Initiativen verteilt werden solle. Moshammer unterstützte zudem die Münchner Straßenzeitung BISS und übernahm eine aktive Patenschaft für ein Entzugszentrum für Alkoholkranke. Viele Jahre lang lud er die Obdachlosen der Stadt und Umgebung zu einem großen Weihnachtsessen ein, bei dem er sie auch jedes Mal persönlich beschenkte. Im Jahr 2000 wurde Moshammer für sein Engagement der Martinsmantel der Radioredaktion des Sankt Michaelsbundes verliehen.
Moshammer spielte zuweilen kleinere Filmrollen, zum Beispiel in mehreren Tatort-Folgen Im Herzen Eiszeit (1995) zusammen mit Rio Reiser,  Blaues Blut (2000) oder dem Film 666 – Traue keinem, mit dem du schläfst! (2002). Eine Theaterrolle übernahm er in der Münchner Kleinen Komödie am Max-II-Denkmal. Mit der Band Münchner Zwietracht und dem Titel Teilt Freud und Leid trat er 2001 bei der deutschen Vorentscheidung zum Eurovision Song Contest an und schied in der Vorrunde aus. 1997 spielte Moshammer sich in einem deutschen McDonald’s-Werbespot (Sommerkollektion McFresh) selbst, 2004 waren er und seine Hündin Daisy in einem Nescafé-Werbespot zu sehen.
In einem Interview mit der Zeitschrift Stern teilte Moshammer mit, er habe nacheinander insgesamt vier Hunde mit dem Namen Daisy besessen. Die letzte Daisy war das Yorkshire-Terrier-Weibchen Irina de Pittacus, das am 20. September 1993 zur Welt kam. Im Alter von vier Monaten wurde sie – stets mit einem Schleifchen auf dem Kopf geschmückt – zu einem Markenzeichen des extravaganten Designers und war an dessen Seite wiederholt im Fernsehen, z. B. im März 2002 bei Wetten, dass..?, zu sehen. Sie hatte einen kurzen Gastauftritt in einer Folge der RTL-Serie Unter uns, die im März 2005 ausgestrahlt wurde. Moshammer widmete der Hündin das 1998 erschienene Buch Ich, Daisy und eine Website. Sie war auch Namenspatin für eine 2002 von Moshammer entworfene Pflegeserie für Hunde. Außerdem entwarf Moshammer eine Kollektion für Hundebekleidung.
Ab Herbst 2002 trat Moshammer bei dem Homeshopping-Sender HSE24 auf und verkaufte unter seinem Namen zunächst Hundepflegeprodukte und schließlich Herrenkosmetik. 2003 entwarf er für die Holiday-on-Ice-Show Diamonds ein Kostüm.
Neben dem Auftreten mit seinem Hund waren weitere markante Merkmale Moshammers seine aufwendige schwarze Perücke mit zwei Stirnlocken im Stil des Bayernkönigs Ludwig II., den er verehrte, und ein schmaler schwarzer Oberlippenbart. Ein weiteres Merkmal waren seine drei Rolls-Royce: ein Rolls-Royce Silver Seraph, in dem der Modeschöpfer seinen späteren Mörder mit nach Hause nahm, ein Rolls-Royce Silver Shadow sowie ein Rolls-Royce Silver Dawn, die alle nach seinem Tod versteigert wurden.

## Tod und Vermächtnis

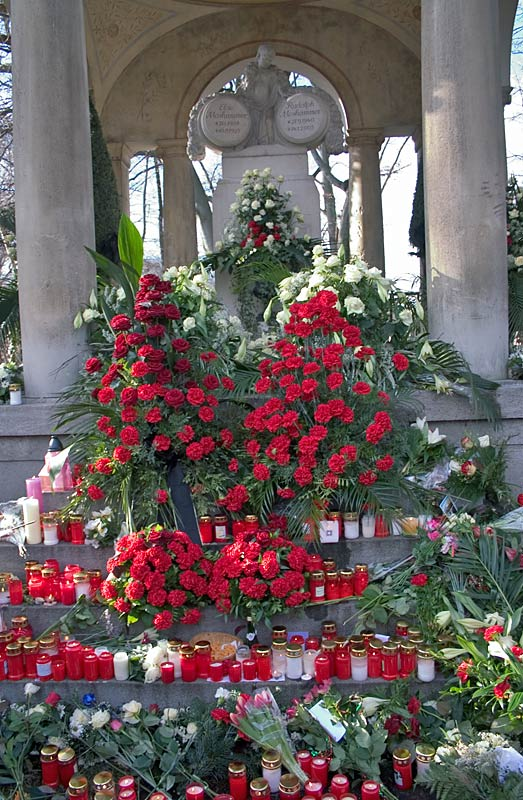
Moshammers Grab, 23. Januar 2005

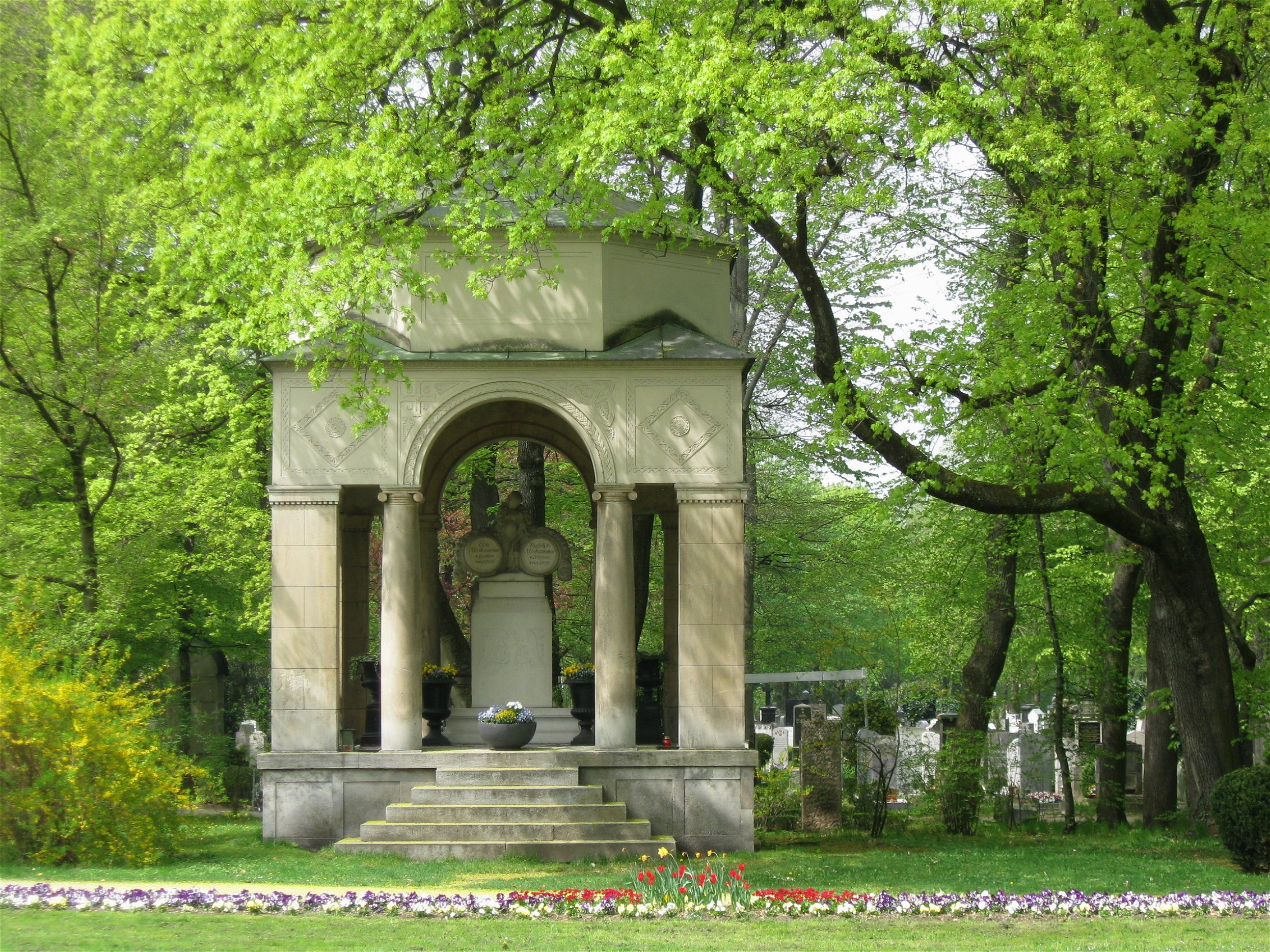
Das Moshammer-Mausoleum auf dem Münchner Ostfriedhof, 2013

Moshammer wurde in der Nacht zum 14. Januar 2005 im Alter von 64 Jahren in seinem Doppelhaus im Münchner Vorort Grünwald mit einem Stromkabel (die Bild berichtete fälschlicherweise ursprünglich von einem Telefonkabel) erdrosselt. Sein Chauffeur fand die Leiche am frühen Morgen und rief umgehend die Polizei. Moshammers Tod löste bei vielen Menschen Betroffenheit aus. Wohnhaus und Geschäft waren tagelang von Menschen belagert, die Blumen niederlegten und Kerzen anzündeten.
Am folgenden Tag nahm die Polizei den 25-jährigen Herisch A. fest, der bald darauf die Tat gestand. Am Tatort sichergestellte DNA-Spuren des Mannes waren mit der DNA-Analysedatei des Bundeskriminalamtes (BKA) abgeglichen worden, in welcher der nicht vorbestrafte Täter gespeichert war. Er hatte 2004 im Zusammenhang mit zwei Verfahren wegen gefährlicher Körperverletzung und einem Sexualdelikt eine Speichelprobe abgegeben.
Nach Aussagen des verschuldeten und psychisch kranken Täters hatte ihn Moshammer nahe dem Münchner Hauptbahnhof angesprochen und ihm „2000 Euro Lohn für sexuelle Dienstleistungen“ in Aussicht gestellt. Im Haus Moshammers sei es zwischen beiden zum Streit um die Bezahlung gekommen, woraufhin Herisch A. den Modedesigner erdrosselt habe. Den Ermittlungen nach schien es „zu den Gewohnheiten des Modeschöpfers gehört zu haben, mehrmals in der Woche auf die Suche nach jungen Männern zu gehen, immer mit einem seiner Rolls-Royces“. Moshammer selbst hatte seine Homosexualität öffentlich nie thematisiert.
Gerüchte über angebliche Schulden wies Moshammers Anwalt Lutz Libbertz entschieden zurück. Der langjährige Geschäftspartner Moshammers, Walter Käßmeyer (* 1928; † 2014), wurde im Testament als Haupterbe eingesetzt. Ihm gehörte das Haus auf der Maximilianstraße, in dem sich Moshammers Boutique befand. Das Inventar aus der Boutique wurde auf eBay versteigert. Im Testament war eine Reihe von Vermächtnissen angeordnet, die Käßmeyer als Erbe zu erfüllen hatte. Der Chauffeur und Leibwächter Moshammers, Andreas Kaplan (* 1959; † 2016), erhielt eine Leibrente sowie eine Wohnung im Stadtteil Harlaching und kümmerte sich fortan um Daisy, den Hund Moshammers. Kaplan hatte sich schon früher um das Tier gekümmert. Daisy starb am 24. Oktober 2006 im Alter von 13 Jahren.
Moshammers Haushälterin war im Testament ebenfalls bedacht worden. Ein Teil von Moshammers Barvermögen und die Erlöse aus dem Verkauf eines Hemds von Napoleon Bonaparte, das Moshammer einst erworben hatte, gingen an seinen Verein Licht für Obdachlose. Das Geld, das durch den Verkauf von Else Moshammers Schmuck und der Rolls-Royce-Automobile erzielt wurde, erhielt der Verein BISS. In das Haus in Grünwald zog 2010 ein Neffe Käßmeyers. Das Gasthaus zur Hundskugel war mit einer Hypothek belastet. Die Pächterin, die von Moshammer eine Pachterlaubnis auf Lebenszeit erhalten hatte, gab 2011 auf.
Der Leichnam Moshammers wurde nach der rechtsmedizinischen Obduktion ins Institut für Pathologie des Klinikums Schwabing überstellt und dort von Alfred Riepertinger durch das Verfahren des „Modern Embalming“ konserviert.
Nach einer Trauerfeier in der Allerheiligen-Hofkirche nahe seiner Boutique und einem Trauerzug durch die Stadt wurde Moshammer am 22. Januar 2005 auf dem Münchner Ostfriedhof in einem Mausoleum, das 1988 für eine Nutzungsdauer von 50 Jahren, also bis 2038, erworben wurde, neben seiner 1993 verstorbenen Mutter beigesetzt. Der Sender Sat.1 hatte die Exklusivrechte für die Fernsehübertragung der Feierlichkeiten. Die Medien kritisierten die Beerdigung als effektheischende Veranstaltung, inszeniert wie ein „Staatsbegräbnis“. Eine Reihe von Prominenten wie etwa Senta Berger, Ottfried Fischer, Patrick Lindner, Petra Schürmann, Antje-Katrin Kühnemann, Roberto Blanco, die Jacob Sisters und Karl-Heinz Wildmoser wohnten dem Begräbnis bei.
Am 2. November 2005 begann in München der Prozess gegen den geständigen Täter. Während die Staatsanwaltschaft die Tat als Mord durch Heimtücke auszulegen versuchte, plädierten die Strafverteidiger auf Totschlag. Herisch A. wurde am 21. November 2005 zu einer lebenslangen Freiheitsstrafe wegen Mordes und Raubes mit Todesfolge verurteilt. Das Gericht sah es als erwiesen an, dass er Moshammer heimtückisch, aus Habgier und in der Absicht, ihn auszurauben, erdrosselt hatte. Das Schwurgericht erkannte zudem eine besondere Schwere der Schuld, sodass eine vorzeitige Haftentlassung – auch bei guter Führung – nach 15 Jahren als sehr unwahrscheinlich galt. Die vom Angeklagten eingelegte Revision wurde Mitte 2006 vom Bundesgerichtshof in Karlsruhe als „offensichtlich unbegründet“ verworfen. Im Juni 2022 wurde mit den Vorbereitungen für seine Abschiebung in den Irak begonnen, nachdem der Irak die Identität des Mannes anerkannt hatte. Am 26. Januar 2023 gab die Bundespolizei die erfolgte Abschiebung nach Bagdad per Flugzeug bekannt. Damit wurde der Iraker nach 18 Jahren Haft entlassen, allerdings wurde gegen den Täter ein lebenslanges Einreiseverbot erlassen.
2018 wurde Moshammer in den Passagen am Stachus in den so genannten Sky of Fame aufgenommen.
Am 1. Februar 2005 veröffentlichte der Journalist Max Brym in der Trend Onlinezeitung einen kritischen Artikel zum „Mosi-Kult“ mit dem Titel Tod, Verklärung und Verrat. Marcel Beyer veröffentlichte sein Gedicht Moshammer im 2020 beim Suhrkamp Verlag erschienenen Gedichtband Dämonenräumdienst.

## Bühnenwerke
Als erstes Bühnenwerk über Rudolph Moshammer wurde im Auftrag des österreichischen Produzenten Michael Kaden das Kammersingspiel Daisys König von Thomas Thalhammer (Buch und Regie) und Meinhard Rüdenauer (Musik) am 15. Februar 2007 am Münchner Oberanger Theater uraufgeführt. Rudolph Moshammer wurde vom Schauspieler Alexander Kerbst gemimt. Das 3-Darsteller-Musical zeigte in auf ein Minimum reduzierter Ausstattung beliebige fiktive und reale (öffentliche) Momente aus dem Leben Moshammers, ohne dabei einer Chronologie zu folgen. Außerdem wurden Videoprojektionen verwendet.
Es folgte die Moshammeroper von Ralph Hammerthaler (Libretto) und Bruno Nelissen (Musik) an der Neuköllner Oper in Berlin, die am 23. August 2007 uraufgeführt wurde.
Am 27. Oktober 2012 wurde im Schauspielhaus der Münchner Kammerspiele das Werk Die Straße. Die Stadt. Der Überfall von Elfriede Jelinek uraufgeführt, das den Mythos der Münchner Maximilianstraße behandelt. Dort wird u. a. Moshammers Tod thematisiert.
Am 28. April 2024 inszenierte der Regisseur und Autor Alexander Eisenach die Auftragsarbeit „Mosi - the Bavarian Dream“ am Residenztheater (München) mit den Schauspielern Hanna Scheibe, Lukas Rüppel, Niklas Mitteregger, Myriam Schröder, Katja Jung und Vincent Glander. Zu seinem Produktionsteam gehörten die Komponisten Benedikt Brachtel und Sven Michelson, die Kostümbildnerin Claudia Irro, der Bühnenbildner Benjamin Wollenzin, der Videokünstler Oliver Rossol und der Dramaturg Ilja Mirsky. In der Auftragsarbeit für das Residenztheater lässt der Autor und Regisseur den Münchner Modezar Rudolph Moshammer im Kontext von Susan Sontags Notes on Camp als medienkritisches Phänomen auferstehen. Den Beitrag für den Abendzettel schrieb die Literaturwissenschaftlerin und Modetheoretikerin Barbara Vinken.

## Diskografie
Im Jahr 2000 erschien die CD Moshammer’s Classics – Mein Leben und meine Gefühle. Auf dieser CD spricht Rudolph Moshammer über Themen, die sein Leben bestimmen. Begleitet werden die Erzählungen von Moshammers favorisierten Werken der Klassik.
Rudolph Moshammer nahm zwei Singles mit der Gruppe Münchner Zwietracht auf; gemeinsam beteiligten sie sich mit dem Titel Teilt Freud und Leid an der deutschen Vorentscheidung zum Eurovision Song Contest 2001, mit dem sie in der Vorrunde ausschieden:
- Moos Hamma (2000)[65]
- Teilt Freud und Leid (2001)[65]

Weiterhin rezitierte er 2001 den Text Liebes-Lied aus dem Album Bis an alle Sterne des Rilke Projekts, an dem auch andere bekannte Personen wie Nina Hagen, Hannelore Elsner und Otto Sander mitwirkten.

## Parodie
Zu Lebzeiten Moshammers parodierte Günter Grünwald den Modeschöpfer mit der Figur des Jacques Sacques, des „größten“ Modeschöpfers „von ganz Mindelstetten“. Nach dem Tod Moshammers verwendete Grünwald die Figur einige Jahre nicht mehr (vgl. Grünwald Freitagscomedy vom 16. Oktober 2009).

## Buchveröffentlichungen
- Nicht nur Kleider machen Leute. Verlag R. S. Schulz, Starnberg/Berg 1979, ISBN 3-7962-0096-6 (mit Karikaturen von Dieter Hanitzsch).
- Mama und ich. Universitas, München 1995, ISBN 3-8004-1324-8.
- Elegant kochen ohne Schnickschnack. Zurück zum Wesentlichen. Mary Hahn Verlag, München 1997, ISBN 3-87287-440-3.
- Ich, Daisy. Bekenntnisse einer Hundedame. Universitas, München 1998, ISBN 3-8004-1379-5.
- Mein Christkindlbuch. Herbig, München 2000, ISBN 3-7766-2194-X.
- Mein geliebtes München. Herbig, München 2003, ISBN 3-7766-2272-5.

## Filme
- BR Dokumentation: Rudolph Moshammer, 1975[68]
- Tatort: Im Herzen Eiszeit mit Rio Reiser, Udo Wachtveitl und Miroslav Nemec. Erstausstrahlung am 2. April 1995
- Lebenslinien: Moshammer – Den eigenen Traum leben. Dokumentation von Bernd Dost, Deutschland, 2001, BR Fernsehen, 45 Minuten[69]
- Du bist nicht allein – Abschied von Rudolph Moshammer. Dokumentarfilm über Moshammers Beerdigung, Deutschland, 2005, 17 Min., Regie: Nikias Chryssos & Toke Constantin Hebbeln
- Rudolph Moshammer – der einsame Tod des Modemachers. Fernseh-Dokumentation, Deutschland, 2010, 45 Min., Buch und Regie: Danuta Harrich-Zandberg und Walter Harrich, Produktion: Hessischer Rundfunk, Reihe: Die großen Kriminalfälle (Staffel 8; Folge 1), Erstausstrahlung: 5. Juli 2010, ARD[70]
- Der große Rudolph, Spielfilm, Deutschland/Tschechien, 2018, 88 Min., Buch und Regie: Alexander Adolph, Produktion: Producers at Work, Ausstrahlung: Das Erste, 2. Juni 2021[71]
- Lebenslinien: Rudolph Moshammer – was vom Traum geblieben ist, Dokumentation von Stefanie Illinger, Deutschland, 2018, BR Fernsehen, 45 Minuten[72][73][74]
- Der käufliche König – Rudolph Moshammer. Dokumentation von Bambi Mercury, Deutschland, 2022, RTL+, 57 Minuten
- True Crime München: Der Mordfall Rudolph Moshammer, Focus TV Reportage, Deutschland, 2023, 18:13 Minuten Video auf YouTube
- Tatort: Blaues Blut Mit Manfred Krug, Charles Brauer, Inge Meysel, Rudolph Moshammer Erstausstrahlung 9. Januar 2000